# Monasterium
Monasterium (z latinského klášter) je nejrozsáhlejší virtuální archiv středověkých a raněnovověkých evropských listin. Databáze zpřístupňuje na stránkách www.monasterium.net listiny v elektronické podobě uložené ve více než 60 institucích z deseti zemí. Na počátku roku 2014 bylo zpřístupněno již více než 250 000 listin. Původní omezení na církevní listiny bylo zrušeno a Monasterium nyní zpřístupňuje listiny bez ohledu na jejich vydavatele. Projekt koordinuje Institut zur Erforschung und Erschließung kirchlicher Quellen (Ústav pro výzkum a zpřístupňování církevních pramenů) se sídlem v rakouském Sankt Pölten. Projekt financuje rakouské Spolkové ministerstvo pro vzdělání, vědu a kulturu, Evropská unie a státní i soukromé subjekty zúčastněných zemí.

## Historie
Projekt zahájil Diecézní archiv v Sankt Pölten v rakouské spolkové zemi Dolní Rakousy. Zde se nachází množství starobylých klášterů, jejichž existence nebyla nikdy násilně přerušena, a proto je zde k dispozici bohatý archivní materiál. Posléze se připojily také další rakouské spolkové země a státy sousedící s Rakouskem. Do projektu vstoupilo Česko, Bavorsko, Slovinsko, Maďarsko, Chorvatsko, Slovensko, Itálie a Švýcarsko.
V některých oblastech, např. Vorarlbersko je online zpřístupněno již více než 90 % středověkých a raněnovověkých listin.

## Účast České republiky
Do projektu se v roce 2005 připojil Národní archiv v Praze, kde v následujícím roce proběhla digitalizace 7118 listin církevní provenience do roku 1526 a v roce 2007 bylo zdigitalizováno dalších 2525 listin. V témže roce proběhla digitalizace 2260 listin také v Moravském zemském archivu v Brně.